# 孟洋
孟洋（1483年—1534年），字望之，號無涯，後更字有涯，河南信阳州人，明朝政治人物。

## 生平
弘治十四年（1501年）辛酉科河南鄉試第二十三名舉人。弘治十八年（1505年）中式乙丑科會試第二十六名，三甲第一百九十八名進士。初授行人司行人，官至监察御史，正德八年（1513年）下狱远谪。谪桂林府教授，移汶上县知縣，历嘉兴府同知，正德十三年二月擢湖广按察司佥事，十四年三月以病乞休。
明世宗继位，起復山东佥事，改河南，嘉靖元年（1522年）四月升山东布政使司右参议，轉陕西左参议，五年四月升本司右参政，六年九月升迁都察院右佥都御史、巡抚宁夏等处，七年九月改任总督南京粮储右佥都御史，改总理河道。闻母病，未报即归。服阕，十三年闰二月升南京大理寺卿。到官甫五十日，以病卒，享年五十二。

## 著作
孟洋工诗，其诗格多效妻弟何景明，逸气超群。时称“二美”。著有《孟有涯集》十七卷。

## 家族
曾祖孟元，永平衛千戶；祖父孟勝，信陽衛指挥佥事；父孟山，赠都察院右佥都御史。前母袁氏；母孫氏，封太恭人。弟孟澤。
妻何氏，妻弟何景明。